# German University of Technology in Oman
Die German University of Technology in Oman (GUtech; arabisch الجامعة الألمانية للتكنولوجيا في عمان, DMG al-Ǧāmiʿa al-almānīya li-l-tiknūlūǧiyā fī ʿUmān) ist eine mit der RWTH Aachen assoziierte Privatuniversität in Maskat, Sultanat von Oman.
Sie wurde 2007 mit der RWTH Aachen gegründet. Die GUtech ist die einzige deutsche Universität auf der Arabischen Halbinsel und die erste private Universität in Oman, deren Bachelorprogramme international akkreditiert wurden.

## Entwicklung des Projektes
Durch Kontakte und persönliches Engagement von Michael Jansen, Professor für Stadtbaugeschichte an der RWTH Aachen, konkretisierten sich erste Projektideen zur Etablierung einer Privatuniversität in Maskat. Es folgten erste Absprachen der RWTH mit den omanischen Investoren, die ab dem Spätsommer 2006 mit der Ausarbeitung der operativen Aspekte durch ein Liaison Office, angegliedert am Werkzeugmaschinenlabor WZL der RWTH Aachen, und einem auf omanischer Seite angestellten Consultant konkretisiert wurden.
Ein kleines Team um Christoph Hilgers und Barbara Stäuble befasste sich ab 2007 um Genehmigung der Curricula, Fördergelder, neues Personal, sowie Branding und Marketing. Der ursprünglich geplante Name „RWTH Oman“, dem eine Reihe weiterer Standorte, u. a. „RWTH Lingang“ in China, folgen sollten, wurde auf Wunsch des nordrhein-westfälischen Wissenschaftsministers fallengelassen.

## Geschichte
Am 27. Dezember 2006 wurde ein gemeinschaftliches Abkommen zwischen Oman Educational Services LLC (OES) an der RWTH Aachen unterzeichnet, das die Gründung der German University of Technology in Oman (GUtech) besiegelte. Die GUtech wurde ad intitio, also ohne bereits existierende Strukturen, mit Unterstützung der RWTH Aachen ins Leben gerufen.
Im Mai 2007 wurde der sogenannte „Beach Campus“, bestehend aus zwei Villen in Al Athaiba (Muscat), eröffnet, und im Oktober 2007 hat die erste Gruppe von 60 Studierenden ihr Studium im sog. „Pre-University Study Program“ an der GUtech aufgenommen. Im selben Jahr wurden vier Bachelor of Science Studienprogramme (Applied Geosciences, Applied Information Technology, Sustainable Tourism & Regional Development und Urban Planning & Architectural Design) vom omanischen Ministerium für Hochschulbildung bewilligt. Die erste Aufnahme von Studenten in diese vier Vollzeit Bachelor-Programme erfolgte ein Jahr später, im Oktober 2008. Wieder ein Jahr später, im Juni 2009, wurden alle diese Bachelor-Programme von der Akkreditierungsagentur ACQUIN (Accreditation, Certification and Quality Assurance Institute) akkreditiert.
2010 wurden zwei neue Bachelor of Engineering Studienprogramme eingeführt (Mechanical Engineering and Process Engineering) und – aufgrund der steigenden Einschreibungszahlen – ein neues Universitätsgebäude, der sogenannte „Airport Campus“, eröffnet. Ein weiterer Bachelor of Engineering (Environmental Engineering) wurde in 2011, ein Master of Science in Petroleum Geoscience in 2012 eingeführt.
Im September 2012 ist die GUtech auf den neuen Campus in Halban umgezogen. Das Hauptgebäude der Universität verfügt über diverse Klassen- sowie Seminarräume, ein großes Amphitheater für Versammlungen, verschiedene Labore, eine Bibliothek, Sporthallen, Verwaltungsräumlichkeiten sowie eine Mensa und einen Minimarkt. Vor dem Hauptgebäude wurde ein Wissenschaftsmuseum (History of Science Centre) erbaut, das seit 2018 für die Öffentlichkeit zugänglich ist. Gleich hinter dem Hauptgebäude wurden mehrere Studentenunterkünfte errichtet. Ebenfalls auf dem Campus befindet sich die im Dezember 2018 eröffnete Finland Oman School.
In den nächsten Bauphasen sind weitere Unterrichtsräume, Studentenhäuser, eine Moschee sowie Anlagen für Freizeit- und Sportaktivitäten geplant.
Acting Rector war bis zum 31. August 2008 Michael Jansen. Gründungsrektor war bis zum 31. März 2013 Burkhard Rauhut, der zuvor Rektor der RWTH Aachen gewesen war.

## Angliederung an die RWTH Aachen
Alle privaten Hochschulen in Oman müssen eine akademische Angliederung an eine angesehene, internationale Universität oder Fachhochschule vorweisen. Die GUtech ist an die größte Universität für technische Studiengänge in Deutschland, die RWTH Aachen, angegliedert.
Diese Angliederung zeigt sich in verschiedenen Situationen des Universitätsalltags. So werden z. B. alle Studienfächer der GUtech von Professoren der RWTH Aachen mitentwickelt und betreut. Außerdem obliegt die Auswahl von GUtech Professoren einem Verfahren, an dem Professoren beider Universitäten teilnehmen. Darüber hinaus ist der Rektor der RWTH Aachen der Vorsitzende des GUtech Board of Governors.
Während ihres Studiums haben einige Studierende Gelegenheit, an Exkursionen und Fachkursen an der RWTH Aachen teilzunehmen und die Laboreinrichtungen der Partneruniversität zu nutzen sowie Land, Leute und Kultur kennenzulernen.

## Organisationsaufbau
Die GUtech befindet sich im Privatbesitz omanischer Eigner (Oman Educational Services LLC), welche im Board of Directors (BoD) repräsentiert sind. Der Aufsichtsrat der GUtech ist das Board of Governors (BoG). Geleitet wird die GUtech vom Rektorat, dem wiederum der Rektor vorsitzt.
Im Februar 2022 hatte die GUtech insgesamt 215 Mitarbeiter und 2441 Studierende, 80 % davon weiblich. Das 95 Personen umfassende akademische Personal besteht aus Lecturern im akademischen Vorbereitungsprogramm sowie den Lecturern und Professoren, die in den der Bachelor- und Masterstudiengängen lehren. Die Mehrheit der akademischen Mitarbeiter, ca. 70 Prozent, kommt von europäischen Universitäten.
Die GUtech verfügt über vier Fakultäten:
- Fakultät für Urban Planning and Architecture
- Fakultät für Engineering and Computer Science
- Fakultät für Business and Economics
- Fakultät für Science

## Studienprogramme
Neben dem GUtech „Foundation Program“ bietet die Universität acht Bachelorprogramme sowie zwei Masterprogramme an.
Das „Foundation Program“, bestehend aus dem Core Studies Program sowie dem Academic Studies Program, wurde ins Leben gerufen, um die Studierenden mit den nötigen Kenntnissen für ein erfolgreiches Bachelorstudium auszustatten. Das Core Studies Program konzentriert sich dabei weitestgehend auf die Vermittlung von Englischkenntnissen, das Academic Studies Program auf die Vermittlung diverser naturwissenschaftlicher bzw. betriebswirtschaftlicher Inhalte.
Bachelor of Science Programme
- BSc in Applied Geosciences
- BSc in Computer Science
- BSc in International Business & Service Management
- BSc in Logistics
- BSc in Urban Planning and Architectural Design

Bachelor of Engineering Programme
- BEng in Mechanical Engineering
- BEng in Process Engineering
- BEng in Environmental Engineering

Master of Science Programme
- MSc in Applied Geosciences
- MSc in Computer Science

Die Unterrichtssprache an der GUtech ist englisch. Deutsch wird als zusätzliche Fremdsprache gelehrt.

## Internationale Akkreditierung
Die GUtech ist die erste private Universität im Sultanat Oman, deren Bachelor of Science Studienprogramme international akkreditiert wurden. Durchgeführt wurde diese Akkreditierung von ACQUIN (Accreditation, Certification and Quality Assurance Institute) im Juni 2009.